# 聖パトリック大隊

聖パトリック大隊の旗

聖パトリック大隊の旗

聖パトリック大隊（せいぱとりっくだいたい、英: Saint Patrick's Battalion、西: Batallón de San Patricio）、またはサン・パトリシオス(San Patricios)は、数百人のアイルランド人、ドイツ、スイス、スコットランド人、そしてその他のカトリック教徒のヨーロッパ人で構成された軍部隊である。全体の40%がアイルランド人のカトリック教徒であった。彼らは1846年から1848年までの米墨戦争で、アメリカ合衆国から逃れて、メキシコ軍の一部としてアメリカ合衆国と戦った。

## 歴史的視点
米墨戦争を戦った世代のアメリカ人にとって、「サン・パトリシオス」とは裏切り者、売国奴と考えられる。しかし、同世代そして次の世代のメキシコ人にとっては、サン・パトリシオスは、支援を必要としていたカトリック教徒を救おうとした英雄であった。
ある歴史家は、聖パトリック大隊のメンバーをあまり幸せではなかった不平分子として特徴づけている。この特徴付けの下では、隊員たちは高い賃金と土地の贈与をあてにメキシコ側についたことになる。ウィリアマイト戦争の後の1691年10月3日に締結されたリメリック条約への同意により、17世紀初頭、多くのアイルランドのジャコバイトの勢力がフランスへ出向いた(en:Flight of the Wild Geese)。これ以降、国外に居住するアイルランド人はカトリックの国の軍隊に務めるのが長い伝統となった。もっと最近の歴史では、南アメリカの独立戦争でもアイルランド人兵士が役割を果たしている。
これらの人々の大多数は、北東のアメリカ合衆国の港からやって来た移民であった。彼らは、当時大英帝国の植民地の一部であると考えられていたアイルランドでの、非常に不十分な経済状態から逃れてきた。聖パトリック大隊が活動していた期間は、アイルランドのジャガイモ飢饉とほぼ重なっている。アイルランド人や他の移民は、到着してまもない頃に直接兵役に募集された。少数の者は、南に行く途中、ザカリー・テイラー将軍によって、戦後の給料と土地の約束と共に徴兵された。メキシコ人作家のホセ・ラウル・コンセコは、当時多くのアイルランド人が北テキサスに住んでいて、インディアンによる度重なる襲撃のため、やむを得ず南へ移動したと書いている。戦争の初期には、彼らは、現在のテキサス州ポートイザベル（en:Port Isabel, Texas）にあったセント・イザベルの砦と補給基地を攻撃するテイラーを助けた。
恐らく、メキシコ人もカトリック教徒であったことに気がついたか、またはメキシコとアイルランドの状況に似た部分を認めたことで、少なくとも理論的には、アイルランド人は侵入するアメリカ軍に反対したと言える。しかしながら、放棄に関する他の動機の可能性については多くの説がある。他の軍人や上級士官の彼らに対する不当な扱い、日曜日へのミサへ出席させないなど彼らの宗教の慣習を自由に許さない、300エーカー以上の土地の提供というメキシコからの申し出、戦闘に勝利したアメリカ軍部隊の行為を目撃したこと、などが挙げられる。
とはいえ、第一の動機がメキシコとの共有された宗教と共感であったということは、大隊でのアイルランド系のカトリック教徒の数、ジョン・ライリーの手紙、上級士官の戦場の配置、などに関する証拠に基づいて明確である。

## 軍事ユニットとしての役割

### 構成と初期の契約
パロ・アルトとレサカ・デ・ラ・パルマの戦いでメキシコ軍の中に出現した時は、後の聖パトリック大隊の中核を形成する兵士たちはLegión de Extranjeros（外国人部隊）と呼ばれた。メキシコ人は一般的に彼らをLos Colorados（赤い頭の奴ら）と呼んだ。
1846年9月21日のモンテレーの戦いで、聖パトリック大隊はジョン・ライリー司令官の下、砲兵隊として初めて正式なメキシコ軍の部隊として戦った。イギリス陸軍の退役兵か1843年にカナダから来た下士官であったこのアイルランド生まれの砲兵のジョン・ライリーは、1845年9月にミシガンのアメリカ陸軍に加わったが、1846年にマタモロスで逃亡した。
モンテレーの戦いでは、サン・パトリシオスは多くのアメリカ兵を刈り取ることで砲撃の腕前を証明し、都市の中心部へ二度の猛攻撃を仕掛けた。しかし彼らの執念は、そこでのメキシコ軍の敗北を防ぐことができなかった。

### 募兵の増強とブエナビスタの戦い
モンテレーでの交戦の後、サン・パトリシオスの数は増え、ある見積もりではおよそ800名の兵士に達していた。以前の戦闘でのアメリカ軍の指揮は、カトリックの教会に避難していた人々に対して発砲するなどしたため、アメリカ軍からのより多くの逃亡を引き起こしていた。サンタ・アナもカトリック教徒のアメリカ軍部隊に対し、宗教を尊重しない軍と国からの逃亡を奨励する通告を発した。すべての新規兵が逃亡者ではなく、メキシコに住んでいたヨーロッパ人のカトリック教徒もいた。軍隊はサン・ルイス・ポトシの戦いで再び集結し、彼らは竪琴を刺繍を施した独自の緑の絹の旗をそこではためかせた。メキシコシティから派遣されたサンタ・アナに指揮下のより大きい軍に合流するため、彼らは北方に進軍した。2月23日にヌエボ・レオンで起こったブエナ・ビスタの戦いでは、パトリシオスはアメリカ軍と交戦するようになった。彼らはメキシコ軍所有の最も大きい三つの大砲を割り当てられ、戦場をすべて見渡せる高台に配置された。メキシコの大砲を捕獲しようと不首尾に終わったアメリカ軍の企てで、彼らは多くの死傷者を出した。サン・パトリシオスは反撃し、アメリカ軍の二つの大砲を捕獲した。この戦いで数名のアイルランド人兵士が勇猛さを称えメキシコ政府から名誉の十字架を贈呈され、他の多くの兵が昇進を受けた。

### 再編成と最後の戦闘
一連の交戦における彼らの砲兵としての優れた実績にもかかわらず、人数が激減したサン・パトリシオスは、1847年中頃に、サンタ・アナの個人的な命令によって、より大きな歩兵大隊を集めるよう命令され、多くの他のヨーロッパ人志願兵を含む「Foreign Legion of Patricios」（パトリシオス外国人部隊）と改名された。フランシスコ・R・モレノ大佐が全体を統括し、第1中隊をライリーが、第2中隊をサンティアゴ・オラーリーが指揮した。
1847年8月20日のチュルブスコの戦いにおいて、ロス・ブラボス大隊と共にサン・パトリシオスの両中隊はチュルブスコ修道院の胸壁を占領した。数では絶望的に劣っていたが、防衛兵は銃弾が切れるまで攻撃するアメリカ軍を多大な損失を受けながら押し返し、メキシコ軍士官は降参の白旗を揚げた。サン・パトリシオスのパトリック・ダルトン隊長は白旗を引き下ろし、兵士に必要なら素手でも戦わせるようペドロ・アナヤ（w:Pedro María de Anaya）将軍を促した。アメリカ軍一兵卒のバランタインは、メキシコ軍がさらに2度白旗を掲げようと試みた時に、サン・パトリシオスの隊員が銃撃し彼らを殺したと報告した。アナヤ将軍は彼の戦記の中で、35名のサン・パトリシオスが殺され、85名（負傷したジョン・ライリーを含む）が捕虜になり、85名以上が撤退するメキシコ軍とともに逃げたと記している。彼らは2週間ちょっと後のメキシコシティの戦いの前に一時的に再結成されたが、かつての数には決して回復せず、1850年に正式にメキシコ軍の任務から解雇された。

## 死亡

### 裁判
サン・パトリシオスはアメリカ陸軍に捕まり、裏切り者の処罰を受けた。彼らはアメリカ陸軍が直面したもっとも困難な戦闘のいくつかに関わっていて、72名はすぐに脱走の罪で告発された。
二つの別々の軍事法廷が開かれた。8月23日にタクバヤで、もう一つは8月26日にサンアンヘルで行われた。法廷では、兵士は弁護士に代理もされず、弁論の筆記もなかった。この正式な弁護士の意見の不足で、兵士の数名は酒気によって脱走に至ったことを主張した（より軽い判決に通じるときの軍事裁判におけるごく一般的な防衛策）。他の者は、何らかの形でメキシコ軍に強制的に参加させられたと説明した。しかしながらサン・パトリシオスの圧倒的多数はなんの主張もせず、彼らの主張は記録されていない。

### 判決
捕らえられたサン・パトリシオスの大部分を待っていた運命は、タクバヤ法廷の30名と、サンアンヘル法廷の20名の絞首刑であった。この論拠は、彼らはメキシコの宣戦布告の後にメキシコ軍の任務についたという点にあった。実際、米墨戦争中には9,000名以上の兵士が脱走したのだが、サン・パトリシオスだけがこのように罰せられた。一方で、メキシコによる公式な宣戦布告以前に兵役を去った者（ライリーを含む）は、「裸の背中に50回の鞭打ち、脱走兵（deserter）を示すDの文字を焼き付け、戦争が続いている間は首の周りに鉄のくびきをつける」という判決が下された。
2名だけは、実際にアメリカ軍に一度も加わったことがなかったという事実のために無実であることが分かった。

### 処刑

聖パトリック大隊の処刑

反逆罪による集団絞首刑は1847年9月10日にサンアンヘル、9月13日にチャプルテペクで行われた。ウィンフィールド・スコット将軍の命令により、30名のサン・パトリシオスは、チャプルテペクの戦いを戦った二つの軍隊が見えるところで、要塞の上でアメリカ国旗がメキシコ国旗に替わる正確な瞬間に処刑されることになっていた。
処刑はウィリアム・ハーニー大佐が実行した。処刑を監督している間、ハーニーは、前日に両足を切断していたフランシス・オコーナーも絞首刑にするよう命令した。軍医が大佐に、戦闘で両足を無くした兵士は欠席していることを伝えた時、ハーニーは「今すぐそいつを連れてこい！　私の命令は神にかけても30名を絞首刑にすることだ」と返答した。
4時間半後の午前9時30分、最終的に旗はチャプルテペク城の旗竿の上に現れた。ハーニーの信号で、輪縄をかけられて結ばれた兵士を保持するカートは撤去された。
迅速な処刑を要求したハーニーのさらなる陸海軍条例の違反は、彼に対して起こされる告発をもたらさなかった。彼はまた次に、アメリカ陸軍がメキシコシティを占領したときの彼の役職、准将へと昇進した。

## 遺産
戦争を生き残った人々はほとんど歴史から姿を消した。一握りはメキシコ政府によって約束された払い下げ地を利用したと公に知られている。しかし今日でも、彼らはメキシコで尊敬されている存在である。
聖パトリック大隊は、二つの別の日に記念されている。最初に9月12日で、これは処刑の日と一般的に受け入れられている。もう一つはSaint Patrick's Day（聖パトリックの祝日）である。サン・パトリシオスはまた、多くの学校、教会、そしてその他のランドマークに、彼らにちなんだ名前がつけられている。モンテレー郊外のアイルランド人学校の前の通りは、Batallón de San Patricio（聖パトリック大隊）と名付けられている。南下して、メキシコシティにあるサンタ・マリア・デ・チュルブスコ修道院の前の通りはMártires Irlandeses（アイルランド人殉教者）と名付けられている。
1997年、メキシコ大統領のエルネスト・セディージョは、最初の20名の処刑が行われたメキシコシティのサンハチント・プラザでのセレモニーで、サン・パトリシオス処刑の150回記念を祝った。アイルランド共和国とメキシコの両国が、共同でこの記念日を記した記念切手を発行した。
2004年、映画「One Man's Hero」（聖パトリック大隊を描いた作品）の数名の俳優とともに、映画監督のランスとジェイソン・フールを含む、多数の国際的な高官が出席した公式の儀式で、聖パトリック大隊の勇気、名誉、犠牲への永久の感謝を込めて、彫像がメキシコ政府からアイルランド政府に寄贈された。彫像はクリフデンの町の中心に立っている。

## 参照
1. ↑  es:Batallón de San Patricio 02:21 6 sep 2007
2. ↑  Hogan, Irish Soldiers of Mexico. Fondo Editorial Universitario. Guadalajara: 1997, p. 223
3. ↑  メキシコ大統領 ビセンテ・フォックス・ケサーダ - 「アイルランドとメキシコの間の親近感は、我が国の最初の年、我が国が国家主権を守るために戦った時に遡る。当時、英雄的な行為を成したアイルランド兵士の勇敢な集団は、外国の侵略と戦うことを決意した。」
4. ↑  メキシコ大統領 エルネスト・セディージョ - 「聖パトリック大隊の隊員は、良心に従って処刑されました。彼らは最も高い理想を固く守るために迫害されました。我々は、これらの記憶を光栄に思います。メキシコの人々の名のもとで、今日私は、アイルランドの人々に敬意を表し、永遠の謝意を申し上げます。」The News (Mexico City), 1997年9月13日
5. ↑  Richard McCornack. The San Patricio Deserters in the Mexican War, 1847, The Irish Sword. Volume 3, 1958 p. 255
6. ↑  "I recollect at this place[the battle of Churubusco] that some of the gunners who had stood their ground, were deserters from General Taylor's army on the Rio Grande." Personal memoirs of  U. S. Grant, Volume I, Chapter XI
7. ↑  David Lloyd, Ireland After History, p. 104, ISBN 0268012180
8. ↑  Hogan, Irish Soldiers of Mexico, pp. 152-155
9. ↑  K. Jack Bauer, The Mexican War, 1846-48, p.42.
10. ↑  Hogan, Irish Soldiers of Mexico, p. 41
11. 1 2  Kelly King Howes, Mexican American war(U·X·L, 1 edition 2003) p. 181 ISBN 0787665371
12. ↑  The Mexican War and its Heroes 2:45 ISBN 1425561381
13. ↑  Milton Meltzer, Bound for the Rio Grande; the Mexican Struggle, 1845-1850. New York: Knopf, 1974. P. 197
14. ↑  Ex. Doc. 36,
30th Cong., 1 Sess, "Report of the Secretary of War... pp. 6-7: see also Hogan, p. 19
15. ↑  Heriberto Frías, La guerra contra los gringos (Mexico City: Ediciones Leega/Jucar, 1984), p. 173.
16. ↑  Wynn, The San Patricio Soldiers, p. 14.
17. ↑  Hogan, p. 187